# Incendio del centro comercial de Kut de 2025
El 16 de julio de 2025, se presentó un incendio en el centro comercial de la ciudad de Kut, la gobernación de Wasit, al este de Irak. El incendio ocurrió en el Hyper Mall, un edificio comercial de cinco plantas. Se confirmó la muerte de al menos 69 personas, mientras que otras 11 fueron reportadas como desaparecidas. Cientos de personas resultaron heridas de mayor consideración. El incendio comenzó durante el horario de oficina y se propagó rápidamente por el edificio. 

## Antecedentes
El centro comercial había abierto cinco días antes del incendio.  Los residentes de Kut afirmaron que el edificio carecía de medidas de seguridad contra incendios, como escaleras de emergencia, extintores y alarmas.  Las autoridades iraquíes declararon que el edificio tenía un historial deficiente en materia de salud y seguridad. Un funcionario provincial indicó que el edificio originalmente alberhgaba un restaurante que había sido cerrado debido a infracciones de seguridad, señalando que no estaba claro cómo los propietarios del edificio obtuvieron el permiso para convertirlo en un centro comercial de varias plantas con un restaurante en la planta superior. 

## El incendio
El gobernador de Wasit, Muhammad Jamil Al-Mayahi, declaró que se produjeron incendios en un hipermercado y un restaurante donde los clientes cenaban. En ese momento, cientos de personas se encontraban en el interior.  Los informes iniciales sugirieron que el incendio comenzó en la primera planta.  Los supervivientes y un vigilante afirmaron que los incendios se produjeron tras la explosión de una planta del aire acondicionado en una perfumería.   Los bomberos rescataron a varias personas y realizaron esfuerzos para extinguir el incendio. Se declararon tres días de luto y se inició una investigación inmediata del incidente, cuyos resultados se publicarán en 48 horas. Se interpusieron demandas contra el propietario del edificio y del restaurante.  
En las redes sociales circularon videos sobre varios pisos de un edificio de cinco pisos bajo el fuego, con gente de pie en el techo mientras los bomberos continuaban su operación durante la noche. 
El 23 de julio de 2025, dimitió como gobernador tras las críticas recibidas por la respuesta del gobierno al incendio. 